# تشارلي دوز
تشارلي دوز (بالإنجليزية: Charlie Dawes)‏ (13 سبتمبر 1995 في المملكة المتحدة - ) هو لاعب كرة قدم بريطاني في مركز الهجوم. لعب مع نادي تشيسترفيلد وماتلوك تاون ‏ ونادي ستاليبريدج سيلتيك.

## وصلات خارجية
- تشارلي دوز على موقع قاعدة بيانات كرة القدم.إي يو (الإنجليزية)
- تشارلي دوز على موقع Soccerbase.com (لاعب) (الإنجليزية)